# Mapania sylvatica
Mapania sylvatica là loài thực vật có hoa trong họ Cói. Loài này được Aubl. mô tả khoa học đầu tiên năm 1775.